# La Bamba (Mongo Santamaría)
La Bamba è un album di Mongo Santamaría, pubblicato dalla Columbia Records nel 1965.

## Tracce
Lato A
1. La Bamba – 4:04 (Brano tradizionale, R. Valens)
2. Fatback – 3:17 (B. Capers)
3. Summertime – 4:41 (George Gershwin, D. Heyward)
4. Manha de Carnaval (Morning of the Carnival) – 4:42 (A. Maria, L. Bonfá)
5. José Outside – 2:38 (Marty Sheller)
6. Coconut Milk – 2:32 (C. Garcia)

Lato B
1. Watermelon Man – 3:19 (Herbie Hancock)
2. Do It to It – 2:52 (R. Grant)
3. Rick Tick – 2:22 (B. Salter)
4. Streak O'Lean – 2:46 (B. Capers)
5. Just Say Goodbye – 3:14 (Rodger Grant, Ruth Grant)
6. From Me to You All – 2:51 (R. Grant)

## Musicisti
- Mongo Santamaría  - bongos
- Marty Sheller  - tromba
- Bobby Capers  - sassofono alto, sassofono baritono, flauto
- Hubert Laws  - flauto, sassofono tenore
- Rodgers Grant  - pianoforte
- Victor Venegas  - basso
- Carmelo Garcia  - timbales, batteria